# DYCP

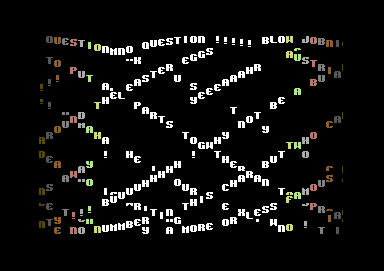
DYCP-Effekt aus dem Demo Best of Crest

DYCP (Different Y Character Position) ist eine Bezeichnung für eine Programmiertechnik in der Demoszene, hauptsächlich für 8-Bit und 16-Bit-Heimcomputer.
DYCP bezieht sich auf einen horizontalen Scroller (Laufschrift), bei dem sich die einzelnen Buchstaben zusätzlich auf und ab bewegen, meist in Form einer Sinuskurve. Beide Bewegungen (in X- und Y-Richtung) geschehen als „Softscrolling“, also pixel-, nicht zeichenweise.
Auf dem C64 wurde dieser Effekt als spektakuläre Neuerung betrachtet, da der Grafikchip VIC II im Textmodus eigentlich für jeden Buchstaben ein festes 8x8-Pixel-Feld vorsieht. Ein „normaler“ Scroller ist meist rein horizontal; eventuell bewegt sich auch die gesamte Zeichenkette zugleich in Sinusform auf und ab. Alternativ ist auch ein rein vertikaler Scroller möglich, bei dem alle Zeichen zugleich horizontal schwingen. 
Bis Anfang der 1990er Jahre schien es unmöglich, bei einem horizontalen Scroller gleichzeitig die einzelnen Zeichen vertikal gegeneinander zu verschieben. Die „DYCP“ genannte Realisation dieses Effekts beruht darauf, dass in Wirklichkeit jedes optisch sichtbare Zeichen (etwa 5 Pixel hoch) aus zwei Hardware-Zeichen zusammengesetzt wird (16 Pixel hoch). Durch mehrfache Ableger desselben 5-Pixel-Zeichens im 16 Pixel hohen „Doppelzeichen“ lässt sich ein flexibles Verschieben einzelner Zeichen in Y-Richtung simulieren.